# Graphium sandawanum
Graphium sandawanum is een vlinder uit de familie van de pages (Papilionidae). De wetenschappelijke naam van de soort is voor het eerst geldig gepubliceerd in 1977 door Yamamoto.